# Sociedad Española de Criminología y Ciencias Forenses

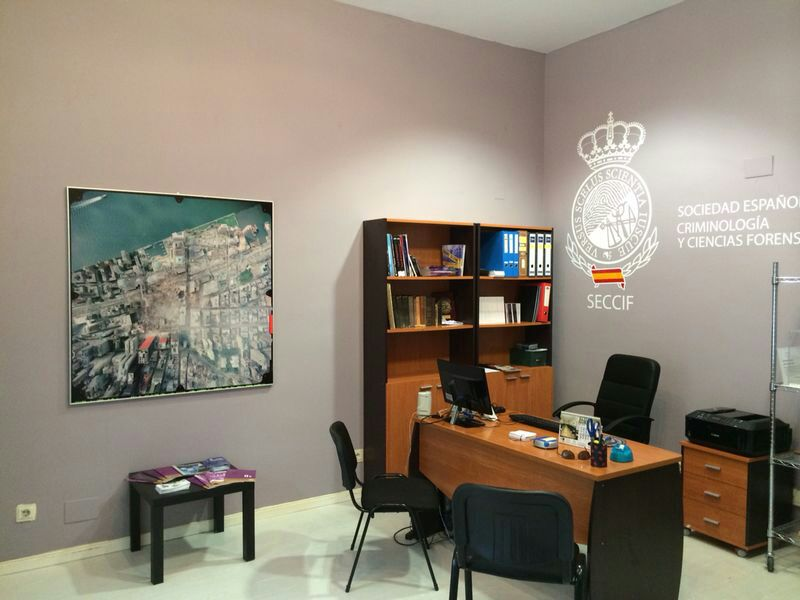
Sede de SECCIF

La Sociedad Española de Criminología y Ciencias Forenses, SECCIF, es una asociación sin ánimo de lucro que tiene como objetivo promover trabajos de investigación en el ámbito de la criminología y ciencias forenses, fomentar la formación en estos campos, mediante cursos, jornadas, seminarios, publicaciones, exposiciones y otras actividades relacionadas.

## Actividades
La actividad de SECCIF se centra en tres grandes bloques o pivotes (técnico profesional, científico académico y divulgativo) para conseguir los objetivos que se exponen a continuación.

## Formación
Una de sus principales actividades es la de la formación continua, tanto de sus asociados como de cualquiera otra persona interesada en los cursos, jornadas o seminarios que organiza. Para llevar a cabo esta actuación, SECCIF lleva organizando cursos desde sus inicios, tanto propios, como en colaboración con otras entidades (Fundación General de la Universidad de Valladolid, diversos Colegios Profesionales, etc.). 
Algunos de sus cursos han tratado sobre criminología, dactiloscopia, derechos humanos, derecho penal, psicología, medicina legal, investigación privada, peritación caligráfica, perfiles criminales, neuropsicología, etc. También realizó cursos presenciales en materia de escenografía forense y de perros de rastreo.
En 2014 SECCIF creó el Centro Superior de Estudios Criminológicos, con el que realizar diversos cursos a través de una plataforma virtual. A lo largo de estos años se han reeditado algunos de los cursos antiguos y se implantado otros nuevos, en ámbitos tan variados como el terrorismo, la violencia de género, el derecho criminológico, la documentoscopia, la grafología, la evaluación forense, la victimología o la antropología forense. 
Además de los cursos de formación continua en modalidad online, SECCIF organiza el "Aula de Criminología", con carácter mensual, donde distintos expertos imparten charlas sobre temas relacionados con la criminología, dirigidas al público en general. Estas charlas desde 2024 se van a realizar en diferentes ciudades del territorio español. 
Una de sus citas imprescindibles es la celebración de los seminarios nacionales e internacionales, de forma alterna. Desde 2009, figuras reconocidas mundialmente han acudido como ponentes a estos eventos. Entre ellos se encuentran personalidades como Mark Safarik, David Canter, Vicente Garrido, Lee Goff, Beatriz de Vicente, Thomas Neer, Eugénia Cunha, Javier Jordán, Pier Luigi Dell'Osso, José Antonio Lorente, Miguel Botella, Kathleen Reichs, José Ramón Navarro, Fernando Savater, Paz Velasco de la Fuente, etc.

## Revista QdC
Desde el año 2008 SECCIF edita la revista Quadernos de Criminología, publicación trimestral de sesenta y cuatro páginas, con contenido criminológico, considerada la revista decana de la criminología en España, dedicada a temas tan variados como la criminología y otras materias relacionadas, medicina legal, derecho, criminalística, psicología, curiosidades, etc. Algunas de sus secciones son:
- Bibliografía: varias recomendaciones de libros actuales acerca de cualquier tema relacionado con la criminología y las ciencias forenses.
- Expediente QdC: en la que se relatan casos históricos o actuales, de España o de otros países, que se analizan en profundidad en alguno o varios de sus aspectos.
- Datagrama: datos, estadísticas, gráficos y cuadros explicativos sobre algún aspecto criminológico actual.
- In albis: anécdotas y curiosidades jurídicas y criminológicas de todo el mundo y de todas las épocas, contadas de una forma muy didáctica.
- In English: donde se presentan textos jurídicos internacionales o curiosidades en inglés y en español.
- Investigadores: sección planteada para conocer a personas, grupos y cuerpos, actuales e históricos, que utilizan la investigación para resolver delitos y misterios.
- Lecciones aprendidas: apartado sobre un tema siempre de actualidad, el terrorismo.
- Lugares insólitos: lugares curiosos de cualquier parte del mundo, relacionados con el crimen (calles, museos, monumentos...).
- Mafias y tráficos ilícitos: estudio sobre las mafias de distintos países y el tráfico ilegal.
- Quilers de QdC: sección sobre asesinos en serie.

Antiguamente contaba con otras secciones, como Episodios criminales, Inciso y contante o Archivo de ficción, en la que se explicaba alguna serie de ficción y se comparaba con la realidad de nuestro país.
La revista tiene página propia y está abierta a la participación de cualquiera que desee presentar artículos de calidad relacionados con la materia. Se pueden consultar las bases de publicación en la web de la revista.

## Publicaciones
Además de la revista, edita otros libros, principalmente, el Anuario Internacional de Criminología y Ciencias Forenses, de periodicidad anual, libros monográficos sobre distintas materias criminológicas, libro-discos. Estas son algunas de sus publicaciones:
- Monográficos:
  - Monográfico de Criminología.
  - Monográfico de Dactiloscopia.
  - Monográfico de Derechos Humanos.
  - Monográfico de Metodología y Técnicas de Investigación Criminal.
  - Monográfico de Derecho Penal.
  - Monográfico de Derecho Criminológico.
- Manuales prácticos de bolsillo:
  - I: Criminalística.
  - II: Otograma.
  - III: Crimen organizado.
- Las malas artes: crimen y pintura: obra que pretende entretener, acercando al lector a uno de los aspectos más desconocidos de la pintura, cuando los pintores han plasmado en sus lienzos escenas de temática criminal o cuando han sido ellos quienes han tenido una vida marcada por una conducta delictiva.
- Anuario Internacional de Criminología y Ciencias Forenses (se publica cada año en noviembre). Consta, según su extensión (de mayor a menor), de las siguientes secciones:
  - Estudios.
  - Artículos.
  - Documentación.

## Premio Vidocq-QdC
La Sociedad ha creado el Premio Vidocq-QdC al mejor artículo, para fomentar los trabajos más avanzados de la actualidad criminológica. Se convoca con periodicidad anual desde 2015. El premio, consistente en un lote de libros criminológicos y una beca para el seminario que celebra SECCIF cada año, se entrega, junto con un diploma acreditativo, en un acto realizado en el propio seminario en noviembre.

## Otras actividades
También ha organizado numerosas exposiciones por todo el territorio nacional, en colaboración con otras instituciones y universidades (con la Policía Nacional, en la Semana Negra de Gijón y de Pamplona, el Archivo de Castilla y León, etc.). 
En la red social Instagram ha creado el perfil @instacrimen, con el objeto de confeccionar una guía de lugares del crimen por todo el mundo y en el que cualquier interesado puede participar, siguiendo las bases publicadas en la página web de SECCIF.
Varios de sus miembros han colaborado en programas de radio y televisión, tanto de ámbito local como nacional.
En agosto de 2020 se comenzó a emitir el programa de pódcast Curiosidad Criminal, disponible en la plataforma ivoox. En él se abordan temas de interés con profesionales de la criminología y las ciencias forenses